# Museo Gustavo de Maeztu
El Museo Gustavo de Maeztu es un museo monográfico municipal dedicado a la obra del pintor Gustavo de Maeztu y Whitney (1887-1947) situado en Estella. Aunque el pintor era natural de Vitoria, vivió parte de su vida y falleció en esta ciudad.

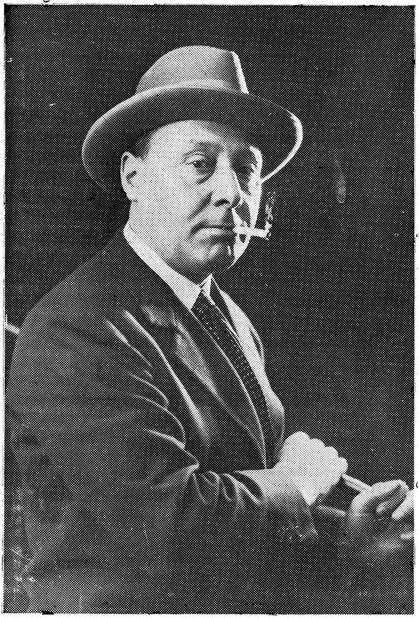
Gustavo de Maeztu (Pamplona 1933) - Revista "Cultura Navarra" núm. 3 (septiembre 1933)

## Historia
Cuando el pintor Gustavo de Maeztu falleció en 1947, en muestra del cariño profesado a la ciudad donde residió la etapa final de su vida, legó su patrimonio a la misma. Su legado comprendía numerosas obras pictóricas propias pero también de otros artistas así como muebles, diversos enseres y libros. Entre estos últimos, «todas las obras de Unamuno dedicadas.»
Durante varios años, entre 1947 y 1991, su museo fue ocupando diferentes sedes. En un principio estuvo en la casa-estudio propiedad del marqués de Feria en la que había estado de inquilino el artista durante su residencia en la ciudad, una casa de la calle Astería. Esta situación duró hasta 1952 en que el propietario invitaba al ayuntamiento al desalojo de su propiedad o a su adquisición por una cifra elevada dado el estado del inmueble. Se decidió al traslado temporal al Convento de las Concepcionistas Recoletas de Estella. La opción de ocupar la sede de la Cárcel del Partido aún no era factible a pesar de ser el lugar deseado por la corporación municipal.

## Sede
El museo está situado en el palacio de los Reyes de Navarra, también llamado palacio de los Duques de Granada de Ega, un edificio románico civil. Tiene un famoso capitel, que da a la calle, dedicado a la legendaria batalla del héroe Roldán y el gigante Ferragut.
El edificio se remodeló y abrió sus puertas como museo en 1991. Está dividido en tres partes. Por un lado, el espacio de la primera y segunda planta del edificio que muestra la obra de Gustavo de Maeztu. Este espacio se divide en nueve salas. El segundo espacio incluye una exposición titulada «Estrellas y Lises del Barroco Estellés», que muestra una serie de retratos de los reyes de la dinastía de los Borbones, propiedad del Ayuntamiento de Estella. El tercer espacio, ubicado en la planta baja, se utiliza como espacio de exposiciones temporal. Cambia la exposición aproximadamente cada dos meses.
Tras cerrar entre el 4 de junio de 2018 y el 27 de agosto, se realizaron reformas en el antiguo edificio para hacer posible la «completa accesibilidad» de la que carecía la construcción románica.

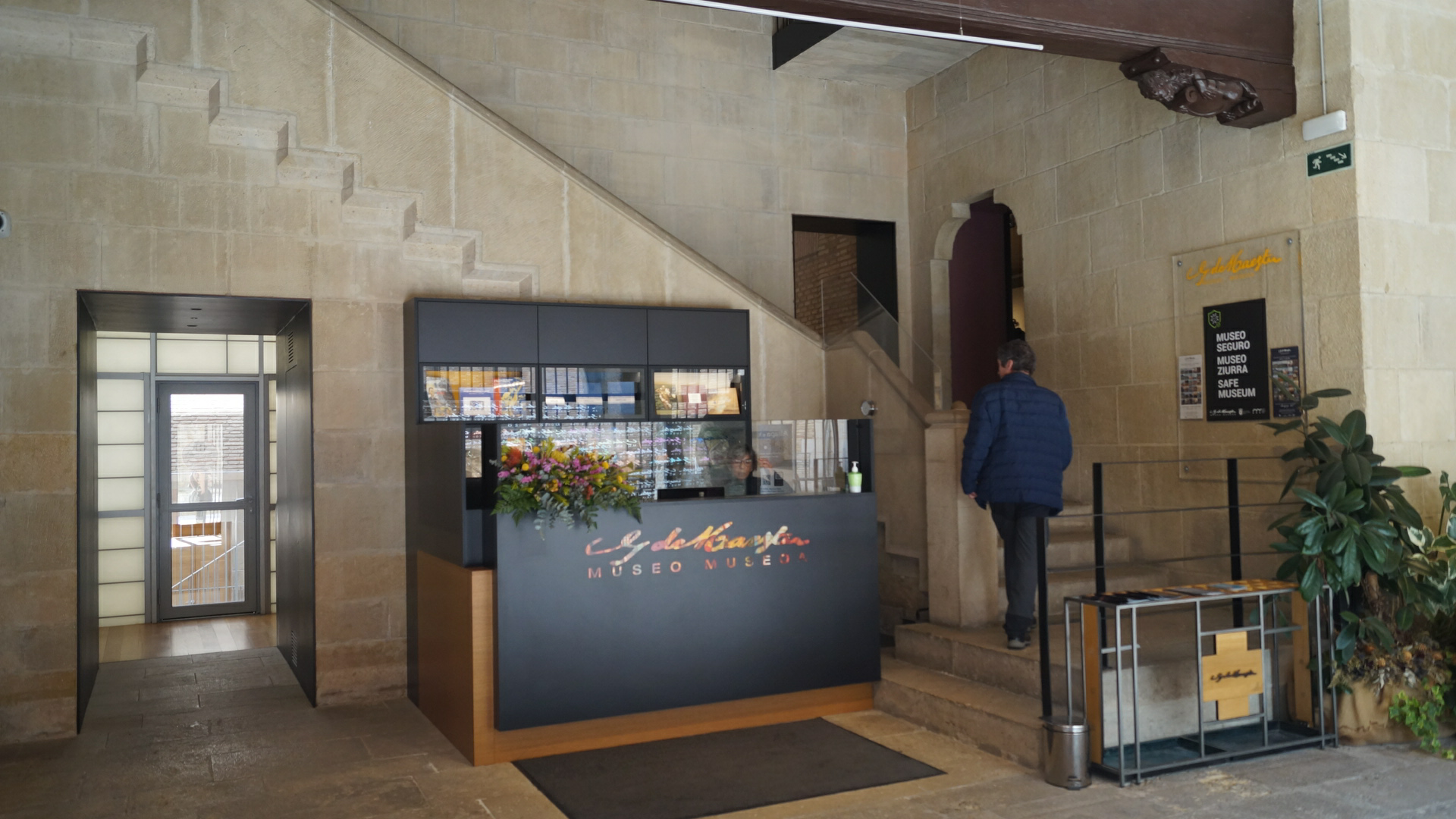
Museo Gustavo de Maeztu

## Colecciones

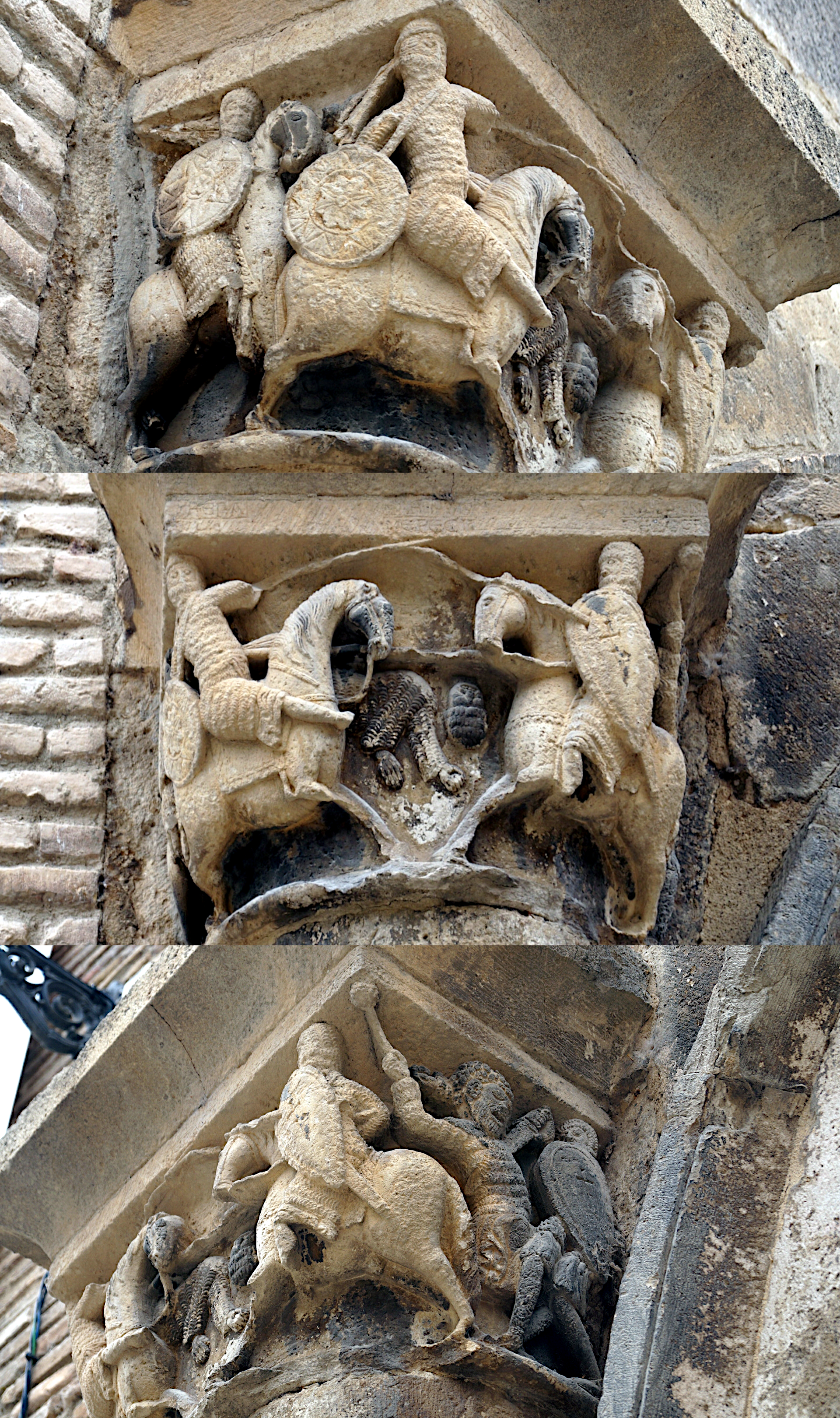
Combate entre Roldán y Ferragut (Palacio de los Reyes de Navarra en Estella)

Cuenta con nueve salas para la exposición permanente dividiendo las obras en función de su temática, técnica y época de creación. Centradas en la figura femenina, los retratos, los bodegones y los paisajes, «comprende las tres facetas del artista que lo hacen un creador de especial valía: lo cosmopolita, lo pintoresco y lo marginal.»
En el museo se pueden ver obras plásticas y gráficas del pintor, que son propiedad del Ayuntamiento de Estella. Los temas tratados son variados: retratos, bodegones y paisajes. El museo cuenta con un centro de estudios dedicado al pintor, con biblioteca y archivo a disposición de los investigadores de su obra.

Dentro de la pinacoteca del museo se muestra una «colección permanente de retratos reales barrocos y exposiciones temporales de diversos artistas y vanguardias.»

Exposición &quot;Paisajes históricos de Navarra&quot;
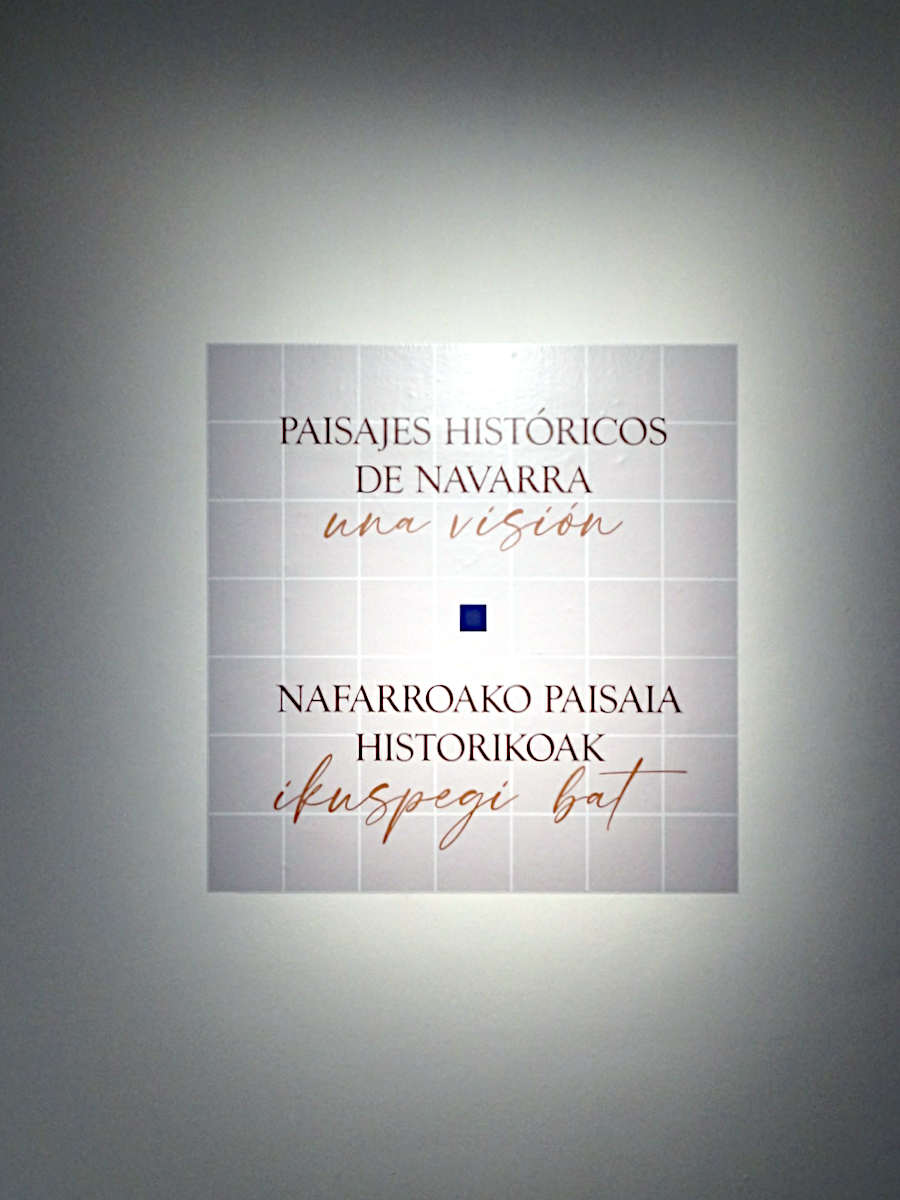
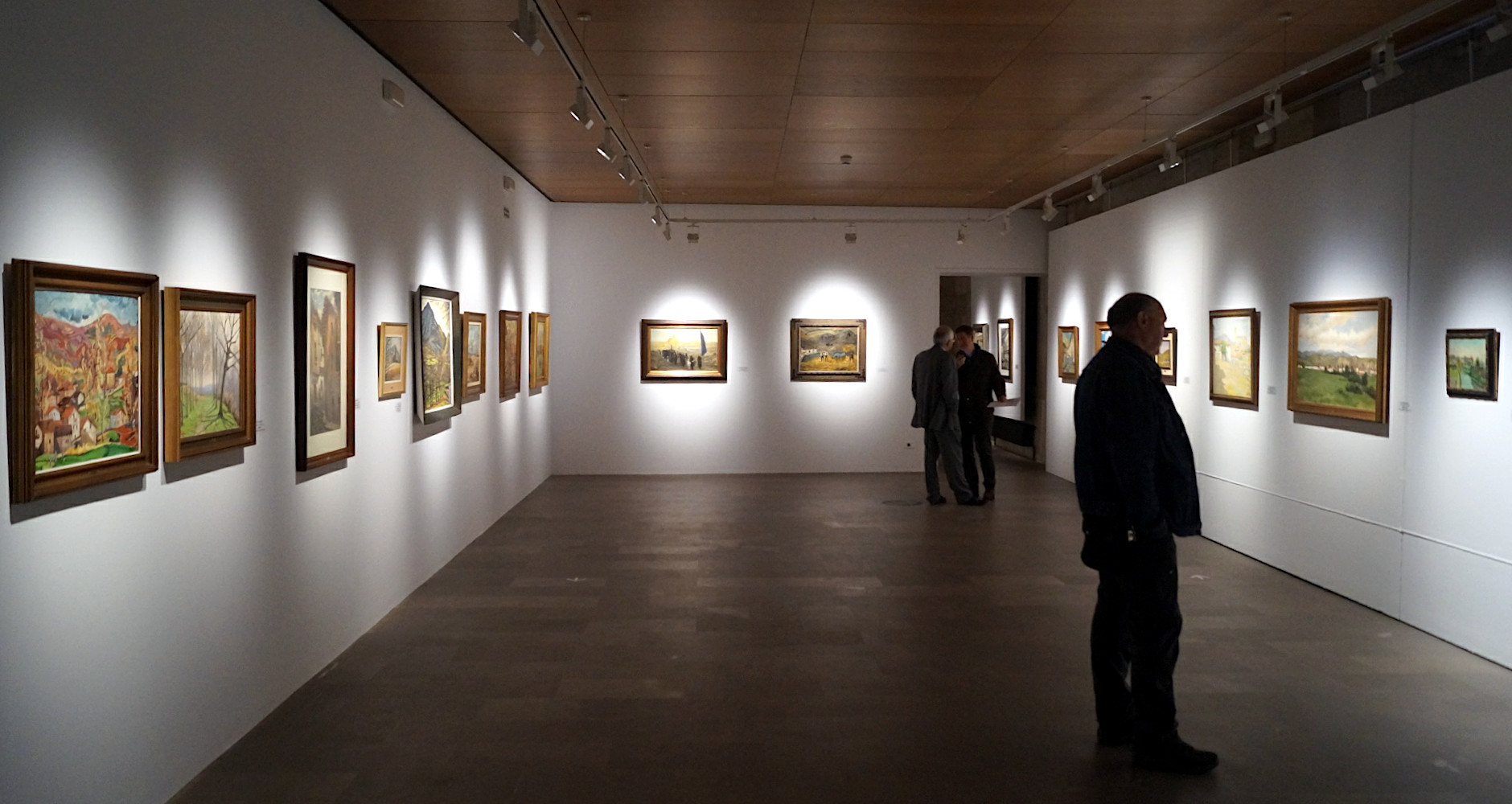
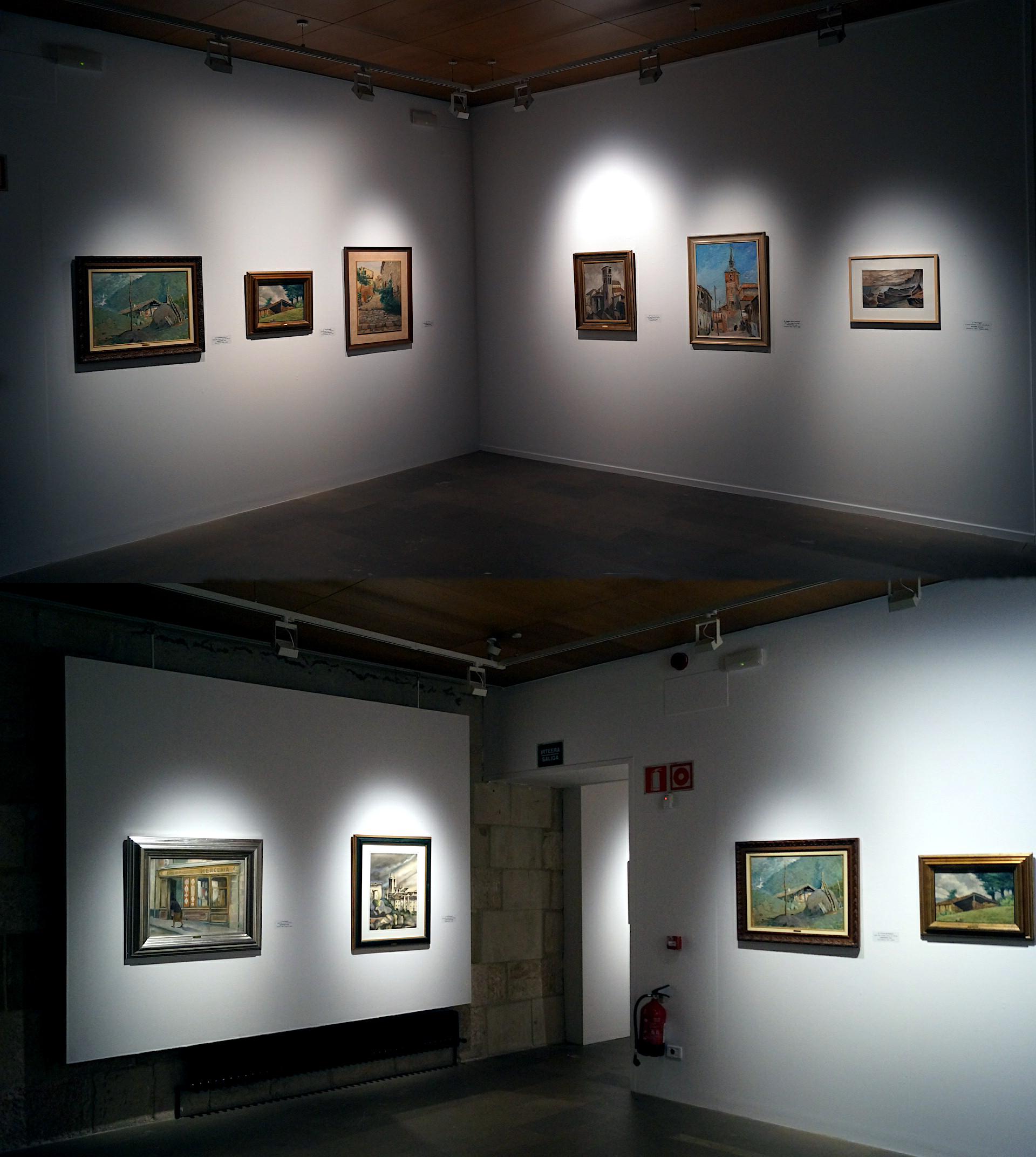

## Biblioteca
Compuesta en base al legado de Gustavo de Maeztu, «un enamorado de los libros, de su proceso creativo, de su carácter educativo e incluso insurreccional», esta biblioteca recupera el espíritu coleccionista del pintor al tiempo que sirve para trasladar una «visión más amplia posible del mundo que rodeó a nuestro artista» estando especializada en el momento concreto de la historia que vivió Maeztu y mostrando sus intereses literarios.
Con más de 7.500 libros, empieza con la Generación del 98 y continúa con la Generación del 27 para finalizar en los primeros años de la posguerra. Entre las temáticas abarcadas, además de literatura, contiene obras de «historia de la literatura, historia política, social y económica, cine, filosofía, teatro, etc.»